# Kaplica św. Krzyża w Boguszynie
Kaplica św. Krzyża w Boguszynie – barokowa kaplica katolicka na wzgórzu w zachodniej części Boguszyna, które okala bezimienny strumyk - prawy dopływ Nysy Kłodzkiej.

## Historia
Budowę kaplicy w sąsiedztwie starego grodziska po którym pozostał wał ziemny zlecił w 1730 roku posiadacz dóbr ziemskich w Boguszynie, Johann Joseph von Schenkendorf, a została zakończona dwa lata później i poświęcona czci męki i śmierci Jezusa Chrystusa. Dawniej kaplicę tę zwano Calvarien-Kapelle, co sugeruje istnienie w tym miejscu Kalwarii, lecz obecnie nie ma po niej żadnych śladów. Po przejęciu ziemi kłodzkiej przez Polskę w 1945 roku kaplica otrzymała obecne wezwanie.

## Architektura
Budowla wzniesiona na planie ośmioboku, nakryta kopułą z latarnią
. Zachowała kamienny portal z uszatkowatym obramieniem i półkoliste okna. Na sklepieniu znajduje się fresk. W środku kaplicy ołtarz, którego centrum stanowi obraz olejny Ukrzyżowanie. Na ścianie wisi obraz Matki Bożej z Dzieciątkiem. Oba dzieła pochodzą z XIX wieku. Ponadto wnętrze zdobią polichromowane rzeźby z XVIII wieku: Piety i św. Franciszka z Asyżu, o cechach baroku ludowego.

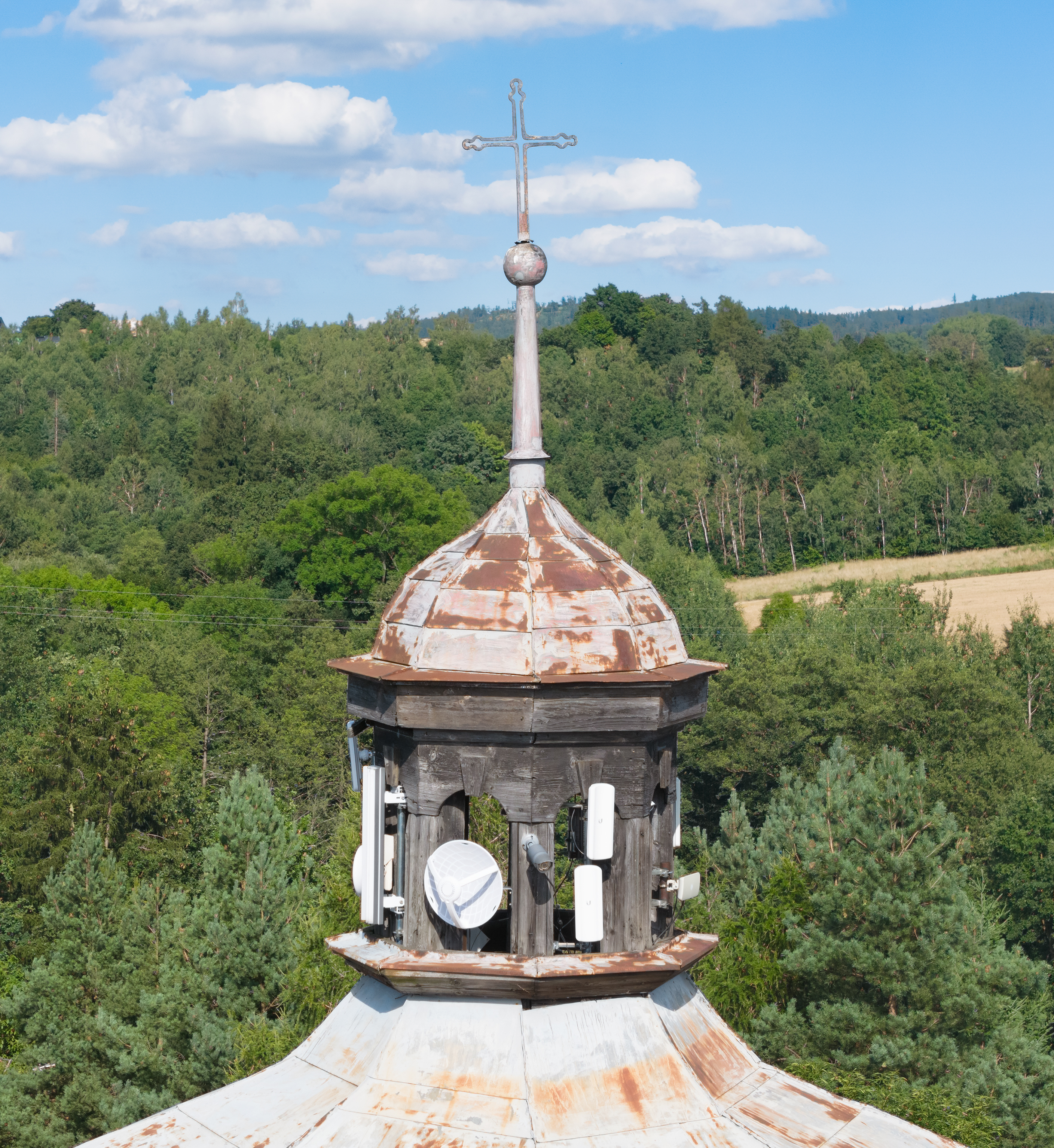
Latarnia na kopule